# The Ghouls
"The Ghouls" (em português: "Os Necróticos") é o quarto episódio da primeira temporada da série de televisão norte-americana de drama pós-apocalíptica Fallout, baseada na franquia de jogos eletrônicos de RPG de mesmo nome criada pela Interplay Entertainment e atualmente propriedade da Bethesda Softworks. O episódio foi escrito pelo co-produtor executivo Kieran Fitzgerald e dirigido pelo também co-produtor executivo Daniel Gray Longino. Ele foi lançado no Amazon Prime Video no dia 10 de abril de 2024 junto com o restante da temporada.
A série retrata as consequências de uma guerra nuclear apocalíptica em uma história alternativa da Terra, onde os avanços na tecnologia nuclear após a Segunda Guerra Mundial levaram ao surgimento de uma sociedade retrofuturista e a uma subsequente guerra de recursos. Os sobreviventes se refugiaram em abrigos nucleares conhecidos como Refúgios (Vaults, no inglês), construídos para preservar a humanidade em caso de aniquilação nuclear. No episódio, Lucy (Ella Purnell) é negociada por Howard (Walton Goggins) para comerciantes de órgãos enquanto Norm (Moises Arias) descobre segredos no Refúgio 33.
O episódio recebeu análises extremamente positivas dos críticos, com elogios direcionados ao seu desenvolvimento de personagem e ritmo.

## Enredo
O Necrótico viaja com Lucy pelos Ermos. Ele visita um velho amigo, Roger, que está prestes a se tornar um necrótico selvagem devido a escassez de seus químicos. O Necrótico fica com ele em seus últimos momentos, e quando Roger relembra de uma memória feliz, o Necrótico o mata abruptamente com um tiro. Ele então começa a comer o cadáver de Roger, repelindo Lucy. Mais tarde, ele a faz beber água radioativa, o que a leva a lutar com ele e arrancar seu dedo com uma mordida. Em retaliação, ele corta um dos dedos dela.
No Refúgio 33, as eleições estão se aproximando para eleger um novo supervisor. Contudo, Norm começa a suspeitar de que alguma coisa aconteceu no Refúgio 32, especialmente depois de conversar com um invasor encarcerado. Quando a requisição de acesso de Norm aos registros do Refúgio são negados, ele e Chet decidem entrar furtivamente no Refúgio 32 e investigá-lo. Eles ficam horrorizados ao encontrarem cadáveres em estado de decomposição, muitos dos quais já estavam mortos há anos, bem como evidências de que os Moradores se mataram. Eles também encontram os dizeres "Morte à gestão" e "Nós sabemos a verdade" escritos com sangue nas paredes. Norm também fica chocado ao descobrir que os invasores conseguiram entrar no Refúgio utilizando o Pip-Boy de sua mãe, Rose.
Em Los Angeles, o Necrótico leva Lucy até um supermercado abandonado. Ele conhece "Snip Snip", um robô Sr. Handy senciente e homicida, e troca Lucy, em um esquema de coleta de órgãos, para conseguir mais produtos químicos. Pouco depois do acordo ser concluído, o Necrótico desmaia devido à abstinência das drogas.
Snip Snip substitui o dedo de Lucy antes de tentar contê-la e matá-la. Ela revida, desativa Snip Snip e liberta vários necróticos cativos para distrair seus homens. Martha, uma necrótica quase selvagem, também ataca Lucy forçando-a a matar pela primeira vez. Na sequência, Lucy pega alguns químicos e, apesar de suas ações, os entrega ao Necrótico antes de partir. Após isto, ele se recompõe e invade o esconderijo de Snip Snip em busca de mais produtos químicos e armas. Por fim, ele coloca uma gravação de um de seus filmes antigos na TV e assiste enquanto relembra de sua vida passada.

## Produção

### Trilha sonora
A trilha sonora foi composta por Ramin Djawadi. O episódio apresentou várias músicas incluindo "Let's Go Sunning" de Jack Shaindlin, "It Ain't the Meat (It's the Motion)" do The Swallows, "Journey Into Melody" de Sam Fonteyn e "I Can Dream, Can't I?" das The Andrews Sisters.

## Lançamento
O episódio estrou no dia 10 de abril de 2024 de maneira simultânea com o restante da temporada no Amazon Prime Video. Originalmente, a temporada estava programada para estrear em 12 de abril de 2024.

## Recepção
"The Ghouls" recebeu críticas extremamente positivas dos críticos. William Hughes do The A.V. Club avaliou o episódio com nota "A–" e escreveu: "este episódio é uma espécie de dois [em um]: não só temos o Chet e o Norm investigando as ruínas do Refúgio 32, mas também Lucy limpando uma zona clássica de Fallout (um supermercado abandonado) depois que o Necrótico a vende para dois dos mais afáveis comerciantes de órgãos que já vimos na TV. Isso também significa que teremos muito tempo com Matt Berry como o alegre robô de dissecação Snip-Snip e a cena de sexo mais fodida de Fallout desde o primeiro [episódio], então, honestamente, o que há para não gostar?"
Jack King do Vulture avaliou o episódio com 4 estrelas de 5 e escreveu: "A provação de Lucy com o Necrótico seria suficiente para testar a determinação de qualquer um, mas este episódio foi o primeiro em que ele realmente procurou colocá-la em risco. Sua descida no coração sombrio do Super Duper Mart há um cadinho que arranca o que restou de sua inocência."
Sean T. Collins, em sua análise para o Decider, escreveu: "Não há material de Maximus neste episódio, então é um pouco fora do modelo nesse aspecto. No entanto, estou começando a soar como um disco quebrado, mas com esta violência gutural, monstros divertidos, piadas sólidas e uma mente suja parece ser uma fórmula vencedora para Fallout. Isto mesmo com o diretor Daniel Gray Longino e o roteirista Kieran Fitzgerald assumindo o lugar da equipe inicial de Jonathan Nolan, Geneva Robertson-Dworet e Graham Wagner. Cada episódio parece ser o começo de um novo nível." Ross Bonaime do Collider deu nota 7 de 10 e escreveu: "Mesmo em um episódio que ocorre principalmente em um supermercado destruído, podemos considerar isso como um microcosmo do grande mundo de fora daquelas portas. Entre esse [episódio] e o anterior, Fallout é excelente em expandir nossa visão, concentrando-se em histórias de menor escala que exploram as duras verdades sobre seu mundo."
Joshua Kristian McCoy do Game Rant classificou o episódio com 4 estrelas de 5 e escreveu: "Fallout continua se superando. Sem o seu material de origem, seria uma emocionante série de ação pós-apocalíptica. Com isso, o show provavelmente se tornará o melhor título desde o New Vegas. Embora alguns elementos fracassem, cada título de Fallout foi uma delícia de assistir. Esta será uma maratona bem gostosa de assistir. "The Ghoul" é uma exploração fascinante do monstro homônimo e da humanidade que eles uma vez reivindicaram." Greg Wheeler do The Review Geek avaliou o episódio com 3 estrelas e meia de 5 e escreveu: "Explorar os diferentes refúgios e descobrir as histórias nos computadores são algumas das melhores subtramas fora dos enredos de Fallout: New Vegas e de sua escrita intrincada, então é definitivamente uma inclusão bem-vinda."